# Vollerslev Sogn
Vollerslev Sogn er et sogn i Køge Provsti (Roskilde Stift).
I 1800-tallet var Gørslev Sogn anneks til Vollerslev Sogn. Begge sogne hørte til Bjæverskov Herred i Præstø Amt. Vollerslev-Gørslev sognekommune var i 1966 med i den frivillige kommunesammenlægning, som ved kommunalreformen i 1970 blev til Skovbo Kommune. Den indgik ved strukturreformen i 2007 i Køge Kommune.
I Vollerslev Sogn ligger Vollerslev Kirke.
I sognet findes følgende autoriserede stednavne:
- Fløjterup (bebyggelse, ejerlav)
- Juellund (ejerlav, landbrugsejendom)
- Nyhuse (bebyggelse)
- Rødbylund (bebyggelse)
- Teglværkshuse (bebyggelse)
- Vollerslev (bebyggelse, ejerlav)